# Coupe du Liechtenstein de football 2004-2005
Navigation
Édition précédente Édition suivante
La coupe du Liechtenstein 2004-2005 de football est la 60e édition de la Coupe nationale de football, la seule compétition nationale du pays en l'absence de championnat.
Elle se dispute du 24 août 2004 au 5 mai 2005, avec la finale disputée entre le FC Vaduz, tenant du titre depuis 1998, et l'USV Eschen/Mauren.
Les 7 équipes premières du pays ainsi que plusieurs équipes réserves de ces clubs, soit au total 17 formations, prennent part à la compétition.
Le FC Vaduz conserve le trophée en battant l'USV Eschen/Mauren en finale sur le score de 4 buts à 1. Il s'agit du 34e titre de l'histoire du club dans la compétition. Grâce à ce succès, le club assure sa participation à la prochaine édition de la Coupe UEFA.

## Tour préliminaire
| Équipe 1     | Résultat | Équipe 2          |
| ------------ | -------- | ----------------- |
| FC Vaduz III | 2 - 3    | FC Triesenberg II |

## Huitièmes de finale
| Équipe 1              | Résultat        | Équipe 2             |
| --------------------- | --------------- | -------------------- |
| USV Eschen/Mauren III | 0 - 9           | FC Schaan            |
| FC Schaan II          | 0 - 4           | FC Ruggell           |
| FC Triesenberg II     | 0 - 6           | USV Eschen/Mauren    |
| FC Balzers II         | 1 - 2 3 - 0 tab | FC Triesen           |
| FC Triesen II         | 1 - 5           | USV Eschen/Mauren II |
| FC Vaduz II           | 1 - 2           | FC Triesenberg       |
| FC Ruggell II         | 0 - 9           | FC Vaduz             |
| FC Schaan III         | 0 - 8           | FC Balzers           |

## Quarts de finale
| Équipe 1       | Résultat | Équipe 2             |
| -------------- | -------- | -------------------- |
| FC Ruggell     | 0 - 3    | USV Eschen/Mauren    |
| FC Balzers II  | 1 - 8    | FC Vaduz             |
| FC Triesenberg | 3 - 0    | USV Eschen/Mauren II |
| FC Schaan      | 1 - 4    | FC Balzers           |

## Demi-finales
| Équipe 1       | Résultat | Équipe 2          |
| -------------- | -------- | ----------------- |
| FC Triesenberg | 2 - 4    | USV Eschen/Mauren |
| FC Vaduz       | 5 - 1    | FC Balzers        |

## Finale
| 5 mai 2005 | FC Vaduz                                               | 4 - 1 | USV Eschen/Mauren | Rheinpark Stadion, Vaduz |                     |
|            | Manojlović 62e · M. Stocklasa 74e · Sumiala 88e, 90+1e |       | Nigg 45+1e        | Spectateurs : 1 050      | Spectateurs : 1 050 |

- Le FC Vaduz se qualifie pour la Coupe UEFA 2005-2006.